# Fugnitzwald
Der Fugnitzwald ist ein Waldgebiet südlich von Hardegg (Niederösterreich). 
Teile des Fugnitzwaldes stehen als Europaschutzgebiet Thayatal bei Hardegg unter Naturschutz.

## Gemauerte Hütte
Im Wald befindet sich die Gemauerte Hütte, eine 4 Meter lange und 3 Meter breite Jagdhütte, die ca. 600 Meter westlich des Binderberges liegt und im ausgebauten Dach über mehrere Schlafplätze verfügt.